# Olechniszki (majątek)
Olechniszki – dawny majątek. Tereny, na których był położony, leżą obecnie na Białorusi, w obwodzie witebskim, w rejonie postawskim, w sielsowiecie Komaje.

## Historia
W czasach zaborów folwark w gminie Komaje, w powiecie święciańskim Imperium Rosyjskiego. W 1866 roku miał 33 mieszkańców w 1 domu. W 1905 roku liczył 31 mieszkańców, 182 dziesięciny, własność Molkowskiego.
W dwudziestoleciu międzywojennym majątek leżał w Polsce, w województwie wileńskim, w powiecie postawskim, w gminie Komaje.
W 1931 w 4 domach zamieszkiwało 37 osób.
Miejscowość należała do parafii prawosławnej w Komajach. Podlegała pod Sąd Grodzki w Hoduciszkach i Okręgowy w Wilnie; właściwy urząd pocztowy mieścił się w Komajach.